# Cobalt
Cobalt je akční nezávislá počítačová hra, kterou vyvinulo Oxeye Game Studio a vydala společnost Mojang Studios. Hra byla vydána 2. února 2016 pro Microsoft Windows, Xbox 360 a Xbox One.

## Hratelnost
Hra Cobalt má několik herních módů, kterými jsou Team Strike, Deathmatch, Survival a Plug Slam. Videohra rovněž obsahuje kampaň.

## Vývoj
Alfa verze hry obsahovala multiplayer, singleplayer a kooperativní prvky hry stejně jako editor map. Fungovala pouze na operačním systému Windows.
Do beta verze hry byly přidány některé nové prvky, např. plně funkční editor map, sdílení map mezi hráči přímo ve hře. Verze byla dostupná pro operační systémy Mac OS X a Linux.

## Ohlasy
Podle recenzentů Metacriticu hra Cobalt obdržela smíšené až průměrné ohlasy.